# Euheterodonta
 Euheterodonta, infrarazred školjkaša u podrazredu Heterodonta.

## Podredi
1. Anomalodesmata Dall, 1889
2. Imparidentia Bieler, P.M.Mikkelsen & Giribet, 2014